# Adam Chreptowicz (filantrop)

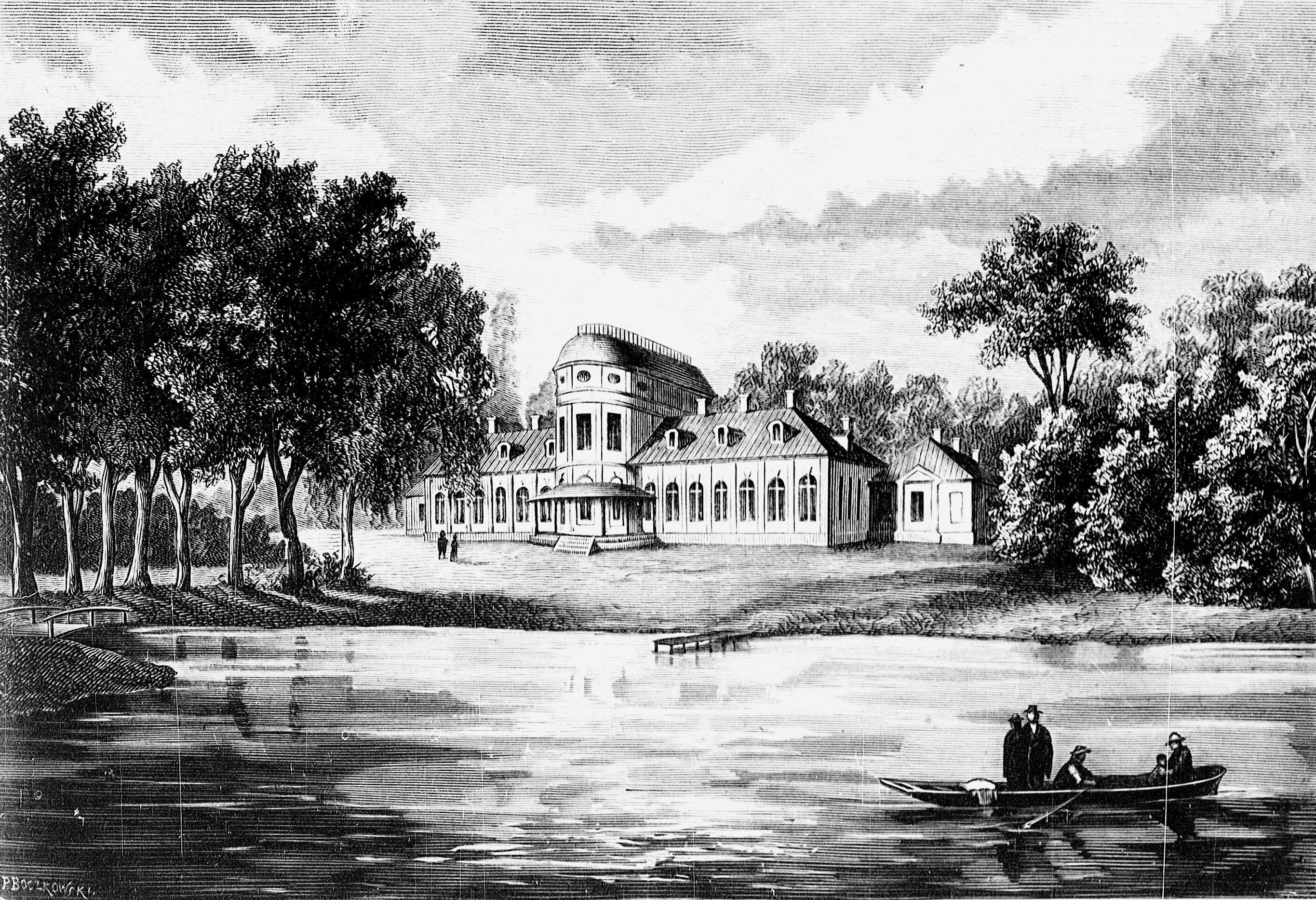
Zespół pałacowo-parkowy w Szczorsach, posiadłość Chreptowiczów (1878)

Adam Chreptowicz herbu Odrowąż (ur. 19 marca 1768 w Szczorsach, zm. w 1846 roku w Warszawie) – polski szlachcic, poseł na Sejm Czteroletni z województwa nowogródzkiego, filantrop i mecenas nauki, kawaler maltański (w zakonie od 1803 roku), kawaler Honoru i Dewocji w Wielkim Przeoracie Katolickim w Rosji.

## Życiorys
Adam Chreptowicz urodził się we wzniesionym przez jego ojca pałacu w Szczorsach. Uczył się w Szkole Głównej Litewskiej, później wiele podróżował, przede wszystkim po Niemczech, Danii i Anglii. Interesował się górnictwem.
Był rotmistrzem kawalerii narodowej. W 1790 roku został posłem z województwa nowogródzkiego na drugą kadencję Sejmu Czteroletniego. W czasie insurekcji kościuszkowskiej był adiutantem gen. Stanisława Mokronowskiego.
Po rozbiorach został wizytatorem szkół i członkiem komisji sądowo-edukacyjnej, z ramienia Cesarskiego Uniwersytetu Wileńskiego. W 1812 roku Napoleon Bonaparte mianował go członkiem Izby Administracyjnej departamentu wileńskiego. W 1813 roku do powrotu władz rosyjskich do Wilna był członkiem tymczasowej komisji gubernialnej.
W 1834 roku był prezesem wileńskiego Towarzystwa Dobroczynności oraz wiceprezesem wileńskiego Towarzystwa Typograficznego.
Rozbudował odziedziczony po ojcu księgozbiór (który przeniósł z Warszawy do Szczors) do 15 tysięcy tomów. Założył szkołę parafialną w Niehniewiczach, później szkołę wzajemnego nauczania w Szczorsach. Przeprowadził wiele reform w relacjach z poddanymi, założył kasę oszczędnościową dla chłopów. Pierwszy na Litwie wprowadził płodozmian i szlachetne rasy inwentarza.

## Życie rodzinne
Był najstarszym synem Joachima Litawora Chreptowicza i Konstancji z domu Przeździeckiej h. Roch III. Miał czworo rodzeństwa. Byli to: Ewa, późniejsza żona Michała Hieronima Brzostowskiego, oraz Aleksander, Ignacy i Ireneusz.
Ożenił się z Marianną Granowską h. Leliwa, jednak to bezdzietne małżeństwo rozpadło się, a Marianna wyszła za Aleksandra Augusta Zamoyskiego, a później za Kazimierza Lubomirskiego.